# Championnats d'Europe de badminton par équipes
Ne doit pas être confondu avec le Championnat d'Europe et le Championnat d'Europe par équipes mixtes.
Les Championnats d'Europe de badminton par équipes est une compétition de badminton organisée tous les deux ans par Badminton Europe. Elle permet de déterminer les meilleures équipes nationales européennes féminines et masculines. Les meilleures équipes sont sélectionnées pour participer à la Thomas Cup et l'Uber Cup de l'année suivante.

## Format de la compétition
La compétition débute par une phase de poules de trois, quatre ou cinq équipes. Les équipes vainqueurs de leur groupe et éventuellement les deuxièmes progressent vers le tableau final à élimination directe.
Chaque rencontre comporte 5 matchs : 3 simples hommes et 2 doubles hommes pour la compétition masculine, 3 simples dames et 2 doubles dames pour la compétition féminine.

## Palmarès
| Année | Lieu          | Compétition masculine                                            | Compétition masculine                                            | Compétition masculine                                            |                                                                  | Compétition féminine                                             | Compétition féminine                                             | Compétition féminine                                             |
| Année | Lieu          | Or                                                               | Argent                                                           | Bronze                                                           | Or                                                               | Argent                                                           | Bronze                                                           |                                                                  |
| ----- | ------------- | ---------------------------------------------------------------- | ---------------------------------------------------------------- | ---------------------------------------------------------------- | ---------------------------------------------------------------- | ---------------------------------------------------------------- | ---------------------------------------------------------------- | ---------------------------------------------------------------- |
| 2006  | Thessalonique | Danemark                                                         | Allemagne                                                        | Angleterre                                                       | Pays-Bas                                                         | Angleterre                                                       | Allemagne                                                        |                                                                  |
| 2008  | Almere        | Danemark                                                         | Angleterre                                                       | Allemagne                                                        | Danemark                                                         | Pays-Bas                                                         | Allemagne                                                        |                                                                  |
| 2010  | Varsovie      | Danemark                                                         | Pologne                                                          | Allemagne                                                        | Danemark                                                         | Russie                                                           | Allemagne                                                        |                                                                  |
| 2012  | Amsterdam     | Danemark                                                         | Allemagne                                                        | Angleterre                                                       | Allemagne                                                        | Danemark                                                         | Pays-Bas                                                         |                                                                  |
| 2014  | Bâle          | Danemark                                                         | Angleterre                                                       | Finlande Allemagne                                               | Danemark                                                         | Russie                                                           | Bulgarie Allemagne                                               |                                                                  |
| 2016  | Kazan         | Danemark                                                         | France                                                           | Angleterre Allemagne                                             | Danemark                                                         | Bulgarie                                                         | Espagne Allemagne                                                |                                                                  |
| 2018  | Kazan         | Danemark                                                         | Angleterre                                                       | France Allemagne                                                 | Danemark                                                         | Allemagne                                                        | Espagne Russie                                                   |                                                                  |
| 2020  | Liévin        | Danemark                                                         | Pays-Bas                                                         | France Russie                                                    | Danemark                                                         | Allemagne                                                        | France Écosse                                                    |                                                                  |
| 2022  | Lahti         | Édition annulée en raison de la pandémie de Covid-19 en Finlande | Édition annulée en raison de la pandémie de Covid-19 en Finlande | Édition annulée en raison de la pandémie de Covid-19 en Finlande | Édition annulée en raison de la pandémie de Covid-19 en Finlande | Édition annulée en raison de la pandémie de Covid-19 en Finlande | Édition annulée en raison de la pandémie de Covid-19 en Finlande | Édition annulée en raison de la pandémie de Covid-19 en Finlande |
| 2024  | Łódź          | Danemark                                                         | France                                                           | Allemagne Angleterre                                             |                                                                  | Danemark                                                         | Espagne                                                          | France Écosse                                                    |

## Tableau des médailles
| Rang  | Nation     | Or | Argent | Bronze | Total |
| ----- | ---------- | -- | ------ | ------ | ----- |
| 1     | Danemark   | 19 | 1      | 0      | 20    |
| 2     | Allemagne  | 1  | 4      | 13     | 18    |
| 3     | Pays-Bas   | 1  | 2      | 1      | 4     |
| 4     | Angleterre | 0  | 4      | 6      | 10    |
| 5     | France     | 0  | 3      | 5      | 8     |
| 6     | Russie     | 0  | 2      | 2      | 4     |
| 7     | Bulgarie   | 0  | 1      | 1      | 2     |
| 8     | Pologne    | 0  | 1      | 0      | 1     |
| 9     | Espagne    | 0  | 3      | 2      | 5     |
| 10    | Écosse     | 0  | 0      | 4      | 4     |
| 11    | Finlande   | 0  | 0      | 1      | 1     |
| TOTAL | TOTAL      | 18 | 18     | 32     | 64    |